# ریچارد المن
ریچارد ام. المن (زاده ۲۳ آوریل ۱۹۳۴ – درگذشته ۳۱ دسامبر ۱۹۹۷) رمان‌نویس، شاعر، روزنامه‌نگار و معلم آمریکایی بود. او در بروکلین، نیویورک به دنیا آمد و والدین او مهاجرینی ییدیش زبان بودند که در اواخر قرن بیستم از مناطق هم‌مرز روسیه و لهستان به ایالات متحده مهاجرت کرده بودند. وی در سن ۶۳ سالگی در تاریخ ۳۱ دسامبر ۱۹۹۷ درگذشت. از وی، مجموعه بسیاری از آثار منتشر شده مشتمل بر ۱۶ رمان، یک سری از داستان‌های کوتاه، پنج مجموعه از داستان‌های برابر نهاد، ۴ کتاب شعر بر جای مانده‌است. وی داستان زندگی خود را در کتابی با نام «زندگی من تا به امروز» منتشر نموده‌است.